# Línea 100 (EMT Madrid)
La línea 100 de la EMT de Madrid une Moratalaz con Valderrivas (Vicálvaro).

## Características
Desde la Plaza del Encuentro, situada en uno de los núcleos comerciales del distrito de Moratalaz, la línea 100 lo une con el casco histórico de Vicálvaro, la estación de ferrocarril y el barrio de Valderrivas.
Al principio de su existencia, la línea circulaba de Mercamadrid a Vicálvaro, posteriormente circuló de Moratalaz a Vicálvaro, posteriormente fue ampliada a la estación de Vicálvaro, siendo ampliada de nuevo cuando el barrio de Valderrivas empezó a urbanizarse y crecer hasta el mismo.

### Frecuencias
| Lunes a viernes laborables |               |
| De 6:00 a 8:00             | 15-25 minutos |
| De 8:00 a 16:00            | 15-16 minutos |
| De 16:00 a 23:00           | 20-25 minutos |
| Sábados laborables         |               |
| De 6:00 a 23:00            | 30-35 minutos |
| Domingos y festivos        |               |
| De 7:00 a 23:00            | 30-35 minutos |

## Recorrido y paradas

### Sentido Valderrivas
La línea inicia su recorrido en la Plaza del Encuentro, desde la cual sale por la calle Hacienda de Pavones. Recorre esta calle hasta la intersección con la calle Fuente Carrantona, a la que se incorpora girando a la izquierda. Circula por ella hasta girar a la derecha por la Avenida del Doctor García Tapia, por la que se dirige hacia Vicálvaro, pasando sobre la autopista de circunvalacion M-40 y entrando al casco histórico por el Camino Viejo de Vicálvaro.
Dentro del casco histórico de Vicálvaro, la línea circula por la calle Casalarreina, la Avenida de Daroca y el Paseo de los Artilleros hasta llegar a la Plaza de la Vicalvarada. En esta plaza sale por la calle Villablanca, ya dentro del barrio de Ambroz. Recorre esta calle entera y al final gira a la derecha para circular por la Gran Vía del Este hasta pasar junto a la estación de ferrocarril de Vicálvaro.
A continuación, gira a la derecha para tomar la calle San Cipriano, que abandona enseguida girando a la izquierda para circular por la calle Minerva, por la que circula hasta la intersección con la calle del Molino Viejo, donde tiene su cabecera.
| Código | Parada                                      | Común con | Conexiones con Metro y Cercanías | Otros |
| ------ | ------------------------------------------- | --------- | -------------------------------- | ----- |
| 3504   | MORATALAZ (Pza. del Encuentro, 10)          |           |                                  |       |
| 853    | Plaza del Encuentro                         | 20 30     |                                  |       |
| 837    | Hacienda de Pavones-Alonso de Tobar         | 20 30     |                                  |       |
| 838    | Hacienda de Pavones-Cañada                  | 20 30     |                                  |       |
| 51015  | Hacienda de Pavones-Corregidor Conde Maceda | 71        |                                  |       |
| 1052   | Hacienda de Pavones 204                     | 71        |                                  |       |
| 1054   | Fuente Carrantona-Hacienda de Pavones       | 140       | Pavones                          |       |
| 1056   | Fuente Carrantona-Luis de Hoyos             | 140 E4    |                                  |       |
| 1058   | Fuente Carrantona-García Tapia              | 140 E4    |                                  |       |
| 4757   | García Tapia-Laponia                        | 30        |                                  |       |
| 4973   | García Tapia-M40                            |           |                                  |       |
| 1070   | Plaza Alosno                                |           |                                  |       |
| 4576   | Casalarreina-Gallo                          | 130       |                                  |       |
| 1064   | Avenida de Daroca-Casalarreina              | 130 E3 E5 |                                  |       |
| 1066   | Avenida de Daroca-Calahorra                 | 4 106 130 |                                  |       |
| 1067   | Avenida de Daroca-Campus Universitario      | 4 106 130 | Vicálvaro                        |       |
| 1075   | Artilleros-Campus Universitario             | 287       |                                  |       |
| 4548   | Plaza de la Vicalvarada                     | 106 287   |                                  |       |
| 4559   | Villablanca-Lago Van                        | 159       |                                  |       |
| 4561   | Villablanca-Jardín de la Duquesa            | 159       |                                  |       |
| 4563   | Villablanca-Sepiolita                       | 106 159   |                                  |       |
| 3875   | Villablanca-Gran Vía del Este               | 106 159   |                                  |       |
| 5108   | Puerta Arganda                              | E5 287    | Puerta de Arganda Vicálvaro      |       |
| 5110   | San Cipriano-Minerva                        | 71        |                                  |       |
| 5112   | Minerva-Omega                               | 71 E3     |                                  |       |
| 5114   | Minerva-Caliza                              | 71 E3     |                                  |       |
| 5116   | VALDERRIVAS (C/ Minerva-C/ Molino Viejo)    | E3        |                                  |       |

### Sentido Moratalaz
El recorrido de la línea es igual al de la ida pero en sentido contrario con dos excepciones:
- Nada más iniciar viaje, la línea circula por las calles Molino Viejo, Marmolina y Campo de la Torre antes de retomar la calle Minerva.
- Dentro del casco histórico de Vicálvaro circula por la calle Calahorra en vez de por Casalarreina.

| Código | Parada                                   | Común con | Conexiones con Metro y Cercanías | Otros |
| ------ | ---------------------------------------- | --------- | -------------------------------- | ----- |
| 5116   | VALDERRIVAS (C/ Minerva-C/ Molino Viejo) | E3        |                                  |       |
| 5118   | Marmolina                                | E3        |                                  |       |
| 5115   | Minerva-Caliza                           | 71 E3     |                                  |       |
| 5113   | Minerva-Omega                            | 71        |                                  |       |
| 5111   | San Cipriano-Minerva                     | 71        |                                  |       |
| 5109   | Puerta Arganda                           | E5 287    | Puerta de Arganda Vicálvaro      |       |
| 3876   | Villablanca-Gran Vía del Este            | 106 159   |                                  |       |
| 4564   | Villablanca-Sepiolita                    | 106 159   |                                  |       |
| 4562   | Villablanca-Polideportivo                | 159       |                                  |       |
| 4560   | Villablanca-Lago Van                     | 159       |                                  |       |
| 3758   | Plaza de la Vicalvarada                  | 4 106     |                                  |       |
| 1213   | Artilleros-Calahorra                     | 4 106 287 |                                  |       |
| 4547   | Artilleros-Campus Universitario          | 287       |                                  |       |
| 4565   | Metro Vicálvaro                          |           | Vicálvaro                        |       |
| 4647   | Avenida de Daroca-Campus Universitario   | 4 106     |                                  |       |
| 4549   | Avenida de Daroca-Calahorra              | 4 106     |                                  |       |
| 1835   | Calahorra-Gallo                          | 130       |                                  |       |
| 1062   | Plaza Alosno                             | 130       |                                  |       |
| 1061   | Plaza Alosno-Caminio Viejo Vicálvaro     |           |                                  |       |
| 4974   | García Tapia-M40                         |           |                                  |       |
| 4758   | García Tapia-Laponia                     | 30        |                                  |       |
| 1059   | Fuente Carrantona-García Tapia           | 140 E4    |                                  |       |
| 1057   | Fuente Carrantona-Luis de Hoyos          | 140 E4    |                                  |       |
| 1055   | Fuente Carrantona-Hacienda de Pavones    | 140       | Pavones                          |       |
| 1053   | Hacienda de Pavones 155                  | 71        |                                  |       |
| 842    | Corregidor Conde Maceda                  | 71        |                                  |       |
| 839    | Hacienda de Pavones-Cañada               | 20 30     |                                  |       |
| 851    | Hacienda de Pavones-Alonso de Tobar      | 20 30     |                                  |       |
| 3504   | MORATALAZ (Pza. del Encuentro, 10)       |           |                                  |       |